# Senna tora
Senna tora (originalmente descrito por Linneo como Cassia tora) es una leguminosa de la subfamilia Caesalpinioideae. Su nombre deriva del cingalés, en la que se le llama Tora (තෝර). En Sri Lanka se encuentra fácilmente en muchos lugares. Crece silvestre en la mayoría de los trópicos y se considera una mala hierba en muchos lugares, y su área de distribución natural no es muy conocido, pero probablemente el sur de Asia. Se confunde a menudo con Senna obtusifolia.

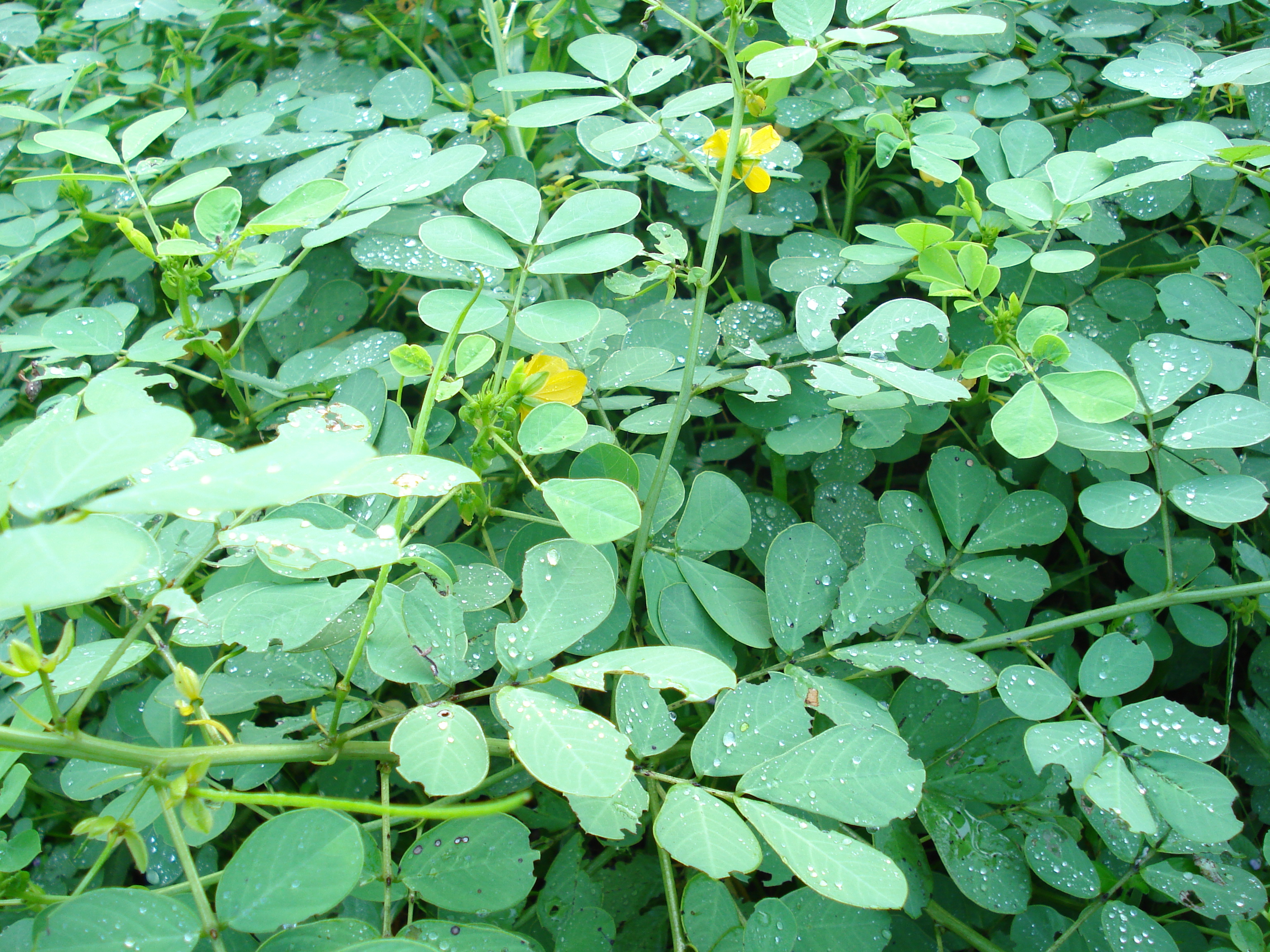
Vista de la planta

## Usos
Esta hierba se utiliza en la medicina Ayurveda, para el tratamiento de inflamaciones, etc. En algunas partes de Sri Lanka, las personas agregan sus flores en la cocina con la que hacen una comida deliciosa.

## Taxonomía
Senna tora fue descrito por (L.) Roxb. y publicado en Flora indica; or, descriptions of Indian Plants 2: 340. 1832.
Sinonimia
- Cassia borneensis Miq.
- Cassia foetida Salisb.
- Cassia gallinaria Collad.
- Cassia numilis Collad.
- Cassia tora L.
- Cassia tora var. borneensis (Miq.) Miq.
- Emelista tora Britton & Rose
- Emelista obtusifolia (L.) Raf.	[3]

## Nombres comunes
- guanima de Cuba, orozuz del Perú.[4]